# Monte Azul Paulista
Monte Azul Paulista is een gemeente in de Braziliaanse deelstaat São Paulo. De gemeente telt 19.741 inwoners (schatting 2009).

## Aangrenzende gemeenten
De gemeente grenst aan Bebedouro, Cajobi, Colina, Embaúba, Paraíso en Severínia.